# Christian Millotat
Christian Eduard Otto Millotat (* 16. Februar 1943 in Bad Kreuznach) ist ein Generalmajor außer Dienst des Heeres der Bundeswehr.

## Leben

### Kindheit, Ausbildung und erste Verwendungen
Nach dem Abitur 1963 trat Millotat als Soldat auf Zeit in die Bundeswehr ein und absolvierte als Offizieranwärter die Offizierausbildung zum Offizier des Truppendienstes der Panzergrenadiertruppe. Von 1965 bis 1970 war er als Zugführer sowie S2- und S1-Offizier (Militärisches Nachrichtenwesen bzw. Personal) im Panzergrenadierbataillon 43 in Göttingen eingesetzt. Von 1970 bis 1972 war er Jugendoffizier im Dienstgrad Hauptmann bei der 2. Jägerdivision. 1972 wurde er Kompaniechef im Panzergrenadierbataillon 42 in Hofgeismar.

### Dienst als Stabsoffizier
Von 1975 bis 1977 absolvierte Millotat den 18. Generalstabslehrgang des Heeres an der Führungsakademie der Bundeswehr in Hamburg, wo er zum Offizier im Generalstabsdienst ausgebildet wurde. Anschließend nahm er von 1977 bis 1978 an der Generalstabsausbildung am Canadian Forces Command and Staff College in Toronto teil. Danach wurde er Generalstabsoffizier für Führung, Organisation und Ausbildung (G 3) der 7. Panzergrenadierdivision in Düsseldorf, ab 1979 G 3 der Panzerbrigade 14 in Koblenz und ab 1980 G 3 in der Operationsabteilung des Hauptquartiers AFCENT in Brunssum, Niederlande. Im Folgenden wurde er 1983 Bataillonskommandeur des Panzergrenadierbataillons 362 in Walldürn. 1985 wechselte Millotat als Referent in den Führungsstab der Streitkräfte (Fü S) III 1 im Bundesministerium der Verteidigung (BMVg) in Bonn. 1988 wurde er als Oberst G 3 Offizier im Stab der II. Korps in Ulm. Von 1990 bis 1991 besuchte er als International Fellow das United States Army War College in Carlisle (Pennsylvania), Vereinigte Staaten.

### Dienst als General
Zurück in Deutschland übernahm Millotat zum 1. Juli 1991 die Führung über die zum 3. Oktober 1990 aus der Nationalen Volksarmee der DDR übernommene 11. Mot.-Schützendivision, die unter seinem Kommando in die Panzergrenadierbrigade 38 in Weißenfels umgewandelt wurde. Auf diesem Dienstposten, den er bis zum 31. März 1994 innehatte, erfolgte die Ernennung zum Brigadegeneral. Danach hatte Millotat eine Verwendung als Stabsabteilungsleiter III im Führungsstab des Heeres (Fü H) im BMVg. Ab 1998 war er Direktor des Bereichs Lehre an der Führungsakademie der Bundeswehr in Hamburg. Danach wurde er Befehlshaber im Wehrbereich II.

### Privates
Millotat ist verheiratet, evangelisch-lutherischen Glaubens und hat zwei Söhne.
Von 2013 bis zum 16. März 2016 war Millotat Sprecher des Beirats der Clausewitz-Gesellschaft. Sein Nachfolger wurde Michael Staack.

## Auszeichnungen
- Ehrenkreuz der Bundeswehr in Gold
- Bundesverdienstkreuz am Bande
- Officier de l’Ordre national du mérite
- US Meritorious Service Medal

## Schriften (Auswahl)
- Eliten der Bundeswehr im Einsatz: Offiziere im Generalstabs- und Admiralstabsdienst – Wurzeln, Herausforderungen, persönliche Erfahrungen. 1. Auflage. Druffel & Vowinckel, Stegen am Ammersee 2009, ISBN 978-3-8061-1197-2.
- Das preußisch-deutsche Generalstabssystem : Wurzeln - Entwicklung - Fortwirken. 1. Auflage. vdf, Hochschulverlag an der ETH Zürich, Zürich 2000, ISBN 3-7281-2749-3.